# یونی‌وک
یونی‌وک (به انگلیسی: Universal Automatic Computer) خطی از رایانه‌های دیجیتال الکترونیکی با برنامه ذخیره‌شده بود که با محصولات شرکت رایانه‌ای Eckert–Mauchly شروع می‌شد. بعداً این نام به بخشی از شرکت رمینگتون رند و سازمان‌های جانشین اطلاق شد.
BINAC اولین کامپیوتر همه منظوره برای استفاده تجاری بود، اما موفقیت‌آمیز نبود. آخرین کامپیوتر دارای نشان UNIVAC در سال ۱۹۸۶ تولید شد.